# Manicatex
Manicatex (fallecido en 1495) fue un príncipe taíno, hermano de Caonabo, cacique de Maguana.
Apenas se conocen datos de su vida, salvo que en 1495, al ser apresado por Alonso de Ojeda su hermano Caonabo, intentó salvarle enfrentándose en campo abierto con las tropas de Cristóbal Colón en la Batalla de la Vega Real, siendo totalmente vencido y permitiendo con ello en control de la isla a los españoles.
- Datos: Q5991459